# Ojířové z Očedělic
Ojířové z Očedělic byl český šlechtický, respektive vladycký rod. Psali se po vsi Očedělice (německy Dreihöfen) u Verušiček, ale Antonín Profous spojil název Očedělice s vesnicemi Horní a Dolní Záhoří.

## Členové rodu

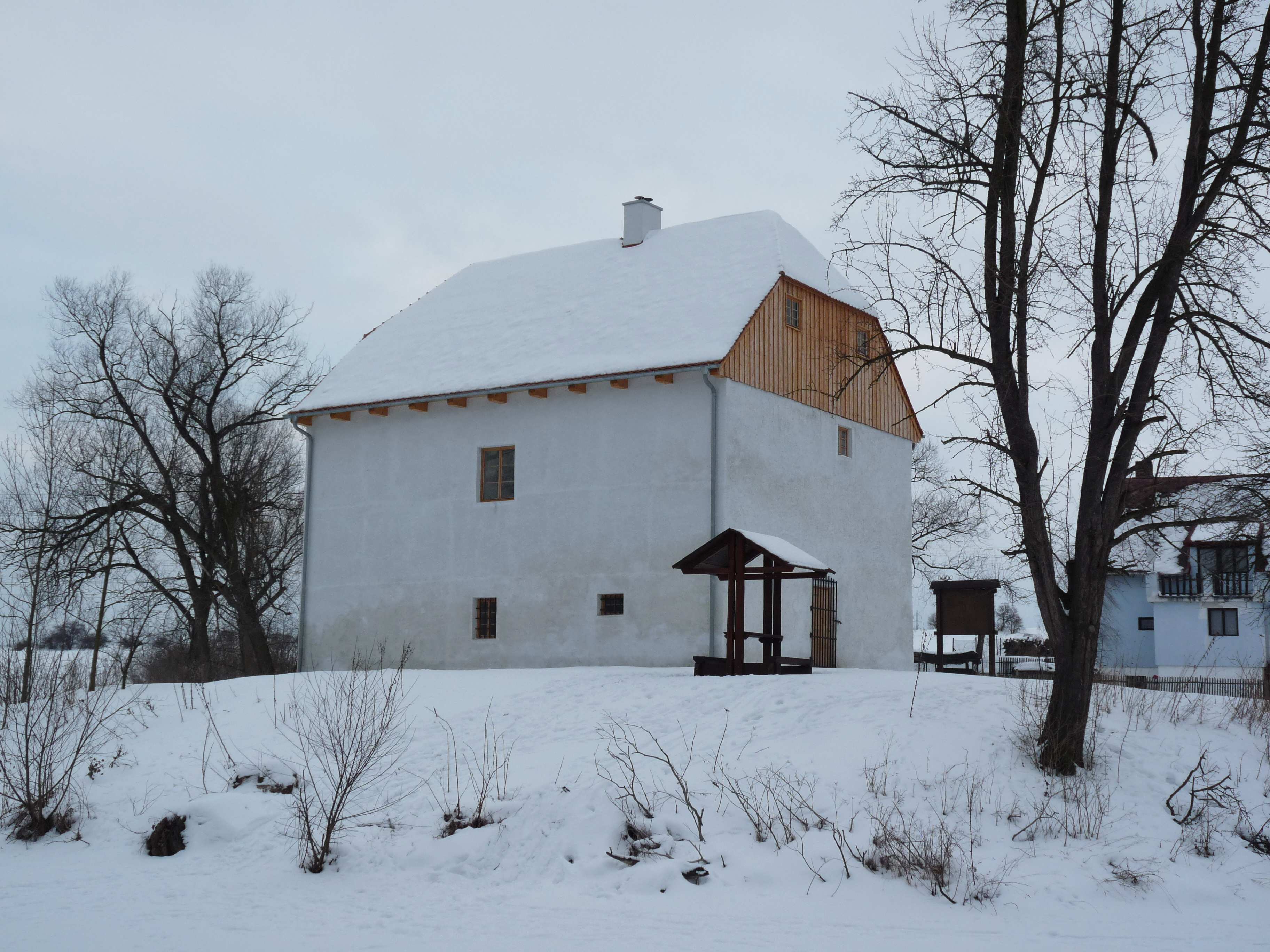
Tvrz Hlubany

První známou osobnosti rodu byl Ojíř připomínající se roku 1399, jenž byl v roce 1421 velitelem vojenské posádky v Kadani. Když Češi před Němci z Kadaně ustoupili, zůstal ve věži, kde uhořel.  
Snad jeho potomky byli bratři Pechanec jinak Ojíř, Mikuláš a Jan Švamberk, který je připomínán v roce 1447. První z nich držel Vintířov a druhý Hlubany. Pechanec se vyskytuje od roku 1445 často v rozličných jednáních, od roku 1454 žil v Praze. Jeho syn byl snad byl Bedřich, jenž byl roku 1459 dvořanem českého krále. Od roku 1464 pravděpodobně měl v držení Kmetiněves, kterou v roce 1467 prodal.[zdroj⁠?!] Pak byl v letech 1472–1473 pánem na Červeném hrádku, do roku 1474 na Vysokém Chlumci a na Frýdštejně.  
Albrecht Ojíř z Očedělic, Bedřichův bratr byl v letech 1475–1477 purkrabím Pražského hradu. Pak asi od roku 1478 místosudí, kromě toho sedal na zemském soudě. Pro jeho právní potřebu sebral právní nálezy z roku 1378–1438 a dal je čistě přepsat. Až do roku 1478 držel nějaký statek u Sedlčan, později držel Lobkovice. 
Ke konci 15. století se tento rod rozrodil. Bohuslav připomínající se v letech 1497–1515 měl statky u Pacova. Jan držel roku 1507 hrad Jenštejn a zemřel v roce 1521. Zdeslav držel okolo roku 1520 Hrochův Hrádek, který prodal a sloužil pánům ze Švamberka na Orlíku. 
Bohuslav Ojíř z Očedělic byl v roce 1558 purkrabím na Strakonicích, později sloužil Rožmberkům, byl hofmistrem na hradě v Českém Krumlově a sedával na soudě nejvyššího purkrabství. Byl to muž vzdělaný a pobožný. Složil utěšené modlitby, jež byly roku 1584 vytištěny. Je doloženo, že v roce 1585 ještě žil. 
Jindřich Ojíř z Očedělic byl zchudlý a v roce 1560 bydlel v Sušici. 
Albrecht Ojíř z Očedělic v roce 1562 držel Modřejovice, v roce 1571 byl hejtmanem na Želči, v roce 1572 purkrabím na Choustníku a v roce 1583 pánem na Tisovém.
Rod se připomíná ještě v roce 1589 v tituláři s Jindřichem, který držel Kamenný. Těmito dvěma pány rodina buď vymřela nebo živořila v chudobě.

## Erb
Rod měl v erbu tři modré a tři bílé pruhy pokosené, nad helmou byla tři pera, dvě modrá a prostřední bílé.